# Friedrich August Schulze
Friedrich August Schulze, írói nevén Friedrich Laun (Drezda, 1770. június 1. – Drezda, 1849. szeptember 4.) német regényíró.

## Életútja
1797–1800 között Lipcsében tanulmányokat folytatott, Drezdában 1807-ben az országos gazdasági, ipar és kereskedelmi bizottságnak titkára lett. 1820-ban királyi tanácsosi címet nyert. Összes művei előszóval Tiecktől jelentek meg (6 kötet, Stuttgart, 1843). 1837-ben jelentek meg emlékiratai: Memoiren (3 rész, Bunzlau).

## Művei
- Die grauen Brüder oder der Bund der Schrecklichen. Erfurt, 1795
- Meine Todsünden und einige andre von minderm Belange. Ein Roman in drey Büchern. Arnold und Pinther, Pirna, 1799
- Der Mann auf Freiersfüssen (Freiberg, 1801)
- Das Hochzeitgeschenk. Ein Lustspiel in fünf Aufzügen. Pirna, 1802
- Rudolf van der Linden. (3 kötet, Freiberg, 1802)
- Reise-Scenen und Abentheuer zu Wasser und zu Lande. Leipzig, 1804
- Lustspiele. Dresden, 1807
- Schloß Riesenstein. 2 kötet, Leipzig, 1807
- Seifenblasen. Tübingen, 1809
- Die seltsame Ehe. Ein Roman. Leipzig, 1809 (a Schloß Riesenstein folytatása)
- Die Fehdeburg. 2 kötet. Leipzig, 1810
- Gespensterbuch (4 kötet, Lipcse, 1810–1814)
- Die Reise in's Schlaraffenland. Fastnachtsmährchen. Leipzig, 1816
- Des Fürsten Geliebte. Eine Geschichte. Frankfurt a. M., 1823
- Gedichte. Leipzig, 1824